# Брагин (городской посёлок)
Бра́гин (бел. Брагін) — городской посёлок в Гомельской области Республики Беларусь. Административный центр Брагинского района.
Численность населения — 4 579 человек (на 1 января 2025 года).

## География

### Расположение
Расположен в 119 км к юго-западу от Гомеля, в 357 км к югу от Минска, 28 км от железнодорожной станции Хойники (на ветке Хойники — Василевичи от линии Калинковичи — Гомель). Через город проходят автодороги Р35 и Р125.

### Водная система
Река Брагинка. На юге мелиоративные каналы.

## Транспортная система
Автодорогами Р35 соединён с Хойниками и Комарином, Н4279 с Речицей, Р125 с Лоевом, Гомелем, посёлком Жиличи.

## Геральдика
Решение об утверждении герба и флага принято Брагинским районным Советом депутатов от 20 марта 2001 года № 41 и Брагинским районным исполнительным комитетом 30 марта 2001 года № 3/110. Зарегистрированы в Гербовом матрикуле Республики Беларусь 10 апреля 2001 года № 55.

## История
Выявленное и исследованное археологами городище относится к XI—XIII векам, было окружено по периметру оборонительным валом. Основан в месте проживания дреговичей, полян и северян. Древний Брагин входил в Киевское княжество. Название города происходит от слова «брага», которая использовалась для квашения кож при обработке. В древности в Брагине располагалось кожевенное производство.
Первое письменное упоминание Брагина обнаруживается в Ипатьевской летописи и датируется 1147 годом. Северские князья Ольговичи и Давыдовичи во время борьбы с киевским князем Изяславом Мстиславичем разграбили и разорили Брагин. Черниговские князья с помощью половцев стремились отомстить киевскому князю Изяславу Мстиславичу за разорение черниговских городов. В 1187 году киевский князь Рюрик Ростиславич подарил Брагин жене своего сына, Ростислава, Верхуславе, дочери суздальского князя Всеволода Юрьевича. В 1241 году город был разграблен и сожжён монголо-татарами.
С 1360 года входил в состав Великого княжества Литовского. В 1511 году король Сигизмунд I Старый даровал Брагину грамоту, которая давала жителям определённые права и льготы. Во время прокладки газопровода в 1997 году на одной из улиц Брагина обнаружен глиняный горшок с монетами 1536—1549 годов, что свидетельствует о его торговых связях в те времена. В конце XVI века перешёл в собственность князей Александра и Михаила Вишневецких и в 1574 году Брагин стал резиденцией князей Вишневецких. В 1603 году князь Адам Вишневецкий, враждовавший с московским царём Борисом Годуновым, принимал в своём имении в Брагине человека, который в городе поступил на службу к Вишневецким.
После 2-го раздела Речи Посполитой — в составе Российской империи. В 1897 году — 4,3 тысячи жителей, в 1905 году — 2,7 тысячи; действуют 2 церкви и школа.
В ноябре 1917 года установлена Советская власть. 27 сентября 1938 года Брагин получил статус посёлка городского типа. Во время Великой Отечественной войны в Брагине действовало подполье. Освобождён 23 ноября 1943 года.
В послевоенные годы в Брагине были полностью восстановлены объекты народного хозяйства, построены промышленные предприятия: маслосырзавод, хлебозавод, винзавод, колбасный и кондитерские цеха.
В результате катастрофы на Чернобыльской АЭС вся территория Брагинского района подверглась радиоактивному заражению. Отселены 52 населённых пункта, 9 из которых захоронены. В постчернобыльское время райцентр покинула большая часть его населения. Сегодня в Брагине проживает около 5 тысяч человек, многие приехали из других областей и регионов бывшего Советского Союза. Их число пополнили и коренные брагинчане, которых не устроила судьба переселенцев. Построены жизненно необходимые объекты — газопровод, станция обезжелезивания воды, новый корпус больницы с пищеблоком, жилые дома. Вопреки Чернобыльской угрозе, на протяжении последних лет в Брагине заметно увеличивается уровень рождаемости, возникла необходимость постройки ещё одного детского садика.
20 октября 1995 года административные единицы Брагинский район и посёлок Брагин, имеющие общий административный центр, объединены в одну административную единицу — Брагинский район.
В 2016 году была построена солнечная электростанция.
В 2024 году за высокие показатели, достигнутые в ходе проведения в 2023 году республиканского смотра санитарного состояния и благоустройства населённых пунктов Республики Беларусь, Брагин признан одним из победителей, награждён переходящим вымпелом.

## Население
В населении Брагина преобладают белорусы, русские и украинцы.
В связи с радиационным загрязнением в результате катастрофы на Чернобыльской АЭС из Брагина в чистые места переселена 1651 семья (4892 чел.).
В 2017 году в Брагине родилось 62 и умерло 32 человека. Коэффициент рождаемости — 16,9 на 1000 человек (средний показатель по району — 13,5, по Гомельской области — 11,3, по Республике Беларусь — 10,8), коэффициент смертности — 8,7 на 1000 человек (средний показатель по району — 16,6, по Гомельской области — 13, по Республике Беларусь — 12,6). Уровень рождаемости в Брагине один из самых высоких среди районных центров Гомельской области и всей республики (выше он только в соседних Хойниках — 17,6).
Население на 1 января 2024 года — 4 570 человек.
Численность населения — 4 579 человек (на 1 января 2025 года).

### Динамика
| Численность населения:                                                                          |
| Графики недоступны из-за технических проблем. См. информацию на Фабрикаторе и на mediawiki.org. |

| Год         | 1939 | 1959  | 1970  | 1979  | 1989  | 2006  | 2018  | 2023   | 2024   | 2025   |
| ----------- | ---- | ----- | ----- | ----- | ----- | ----- | ----- | ------ | ------ | ------ |
| Численность | 4677 | ▼3633 | ▲4278 | ▲5481 | ▲5882 | ▼3853 | ▼3681 | ▲4 546 | ▲ 4570 | ▲4 579 |

По данным переписи населения СССР 1939 года в Брагине проживало 3400 белорусов, 958 евреев, 166 русских, 103 украинца, 22 поляка. По переписи населения Республики Беларусь 2009 года — 3522 белоруса, 313 русских, 77 украинцев.

## Награды
В 2019 году город Брагин получил переходящий вымпел, свидетельство и денежную премию за счёт средств республиканского бюджета как лучший по санитарному состоянию и благоустройству населённый пункт с населением до 10 тыс. жителей.

## Культура и досуг
В Брагине расположены ГУ «Брагинский районный Дом культуры», ГУК «Брагинская центральная районная библиотека», ГУО «Брагинская детская школа искусств», спортивно-оздоровительный центр.
Функционирует ГУК «Брагинский исторический музей с картинной галереей».
В здании музея имеются следующие залы:
- История Брагинщины. Факты и легенды
- Полесская хатка
- Зал, посвящённый памяти В. И. Игнатенко
- Зал Боевой славы
- Выставочные залы
- Выставка «Потерянная земля»

В музее также можно увидеть осколок метеорита, который был найден недалеко от Брагина и назван в честь него (метеорит Брагин)
- Музей ГУО «Гимназия г. п. Брагин»

## События и мероприятия

### События
- 24 мая 2023 года Брагин принял эстафету вдоль государственной границы, посвящённую 105-летию пограничной службы Беларуси[25].

### Мероприятия
- 24 ноября 2018 года прошёл областной фестиваль «Дажынкi».
- 16 сентября 2022 года — велопробег ко Дню народного единства.

## Достопримечательности
- В центре Брагина на правом берегу реки Брагинка, при впадении в неё безымянного ручья, расположено Городище древнего Брагина периода раннего Средневековья (XII—XIII век)
- Руины стены замка Вишневецких — рода, при котором Брагин достиг расцвета и влияния
- В Брагине расположена Братская могила (1941—1943). Место захоронения Героя Советского Союза П. С. Мамкина.
- Церковь Святого Николая
- Аллея, состоящая из 13 стел, посвящённых Героям Советского Союза и Героям Социалистического Труда — уроженцам Брагина. На каждой колонне из красного гранита — имена и годы жизни прославленных земляков, среди которых 3 Героя Советского Союза — Сергей Мацапура, Павел Шпетный и Пётр Жуков.
- 26 апреля 2021 года заложена Аллея памяти к 35-й годовщине аварии на Чернобыльской АЭС. Установлен памятный знак
- Аллея деревьев ко Дню народного единства (2021).

### Памятник, скульптура
- Памятник В. И. Ленину
- Памятный знак пограничникам всех поколений
- Памятник Памяти жертв фашизма, ул. Песочная. Мемориальная плита с фамилиями мирных жителей, погибших во время Великой Отечественной войны[26].
- Памятник В. И. Игнатенко, принимавшему участие в тушении пожара на ЧАЭС ночью 25-26 апреля 1986 года
- Памятный знак военным медикам, уроженцам Брагинского района (1941—1945)
- Памятный знак воинам-интернационалистам

### Жанровая скульптура, арт-объекты
- «Солнечные часы» на Центральной площади

### Утраченное наследие
- Брагинский замок

## СМИ
Издаётся газета «Маяк Палесся».